# Édit de Banasa
L'édit de Banasa est un document épigraphique sur bronze retrouvé à Banasa dans l'actuel Maroc.

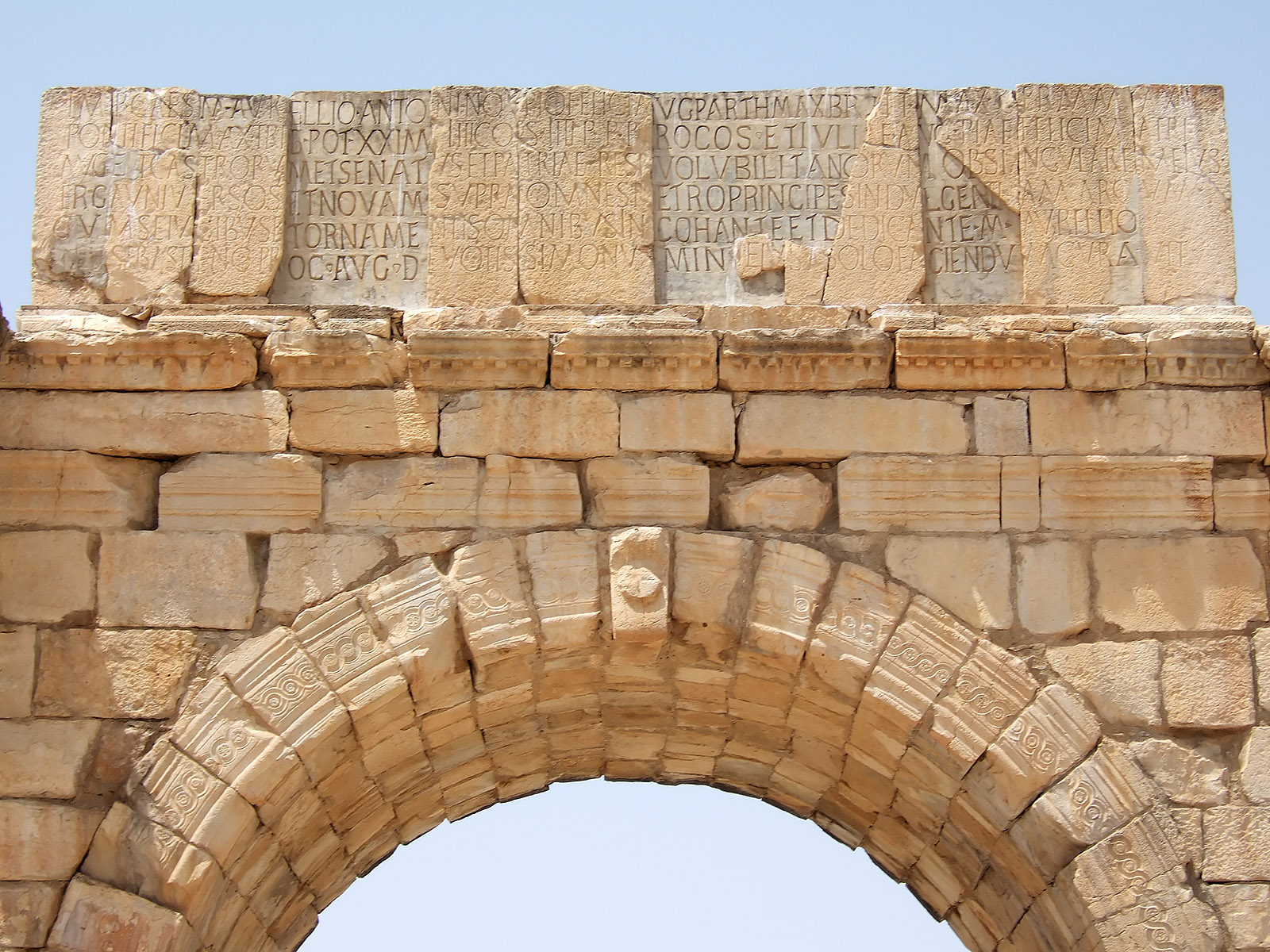
Arc municipal de Volubilis par lequel la cité remercie, en 216, Caracalla de son indulgentia, sans doute en rapport avec la décision connue par l'édit de Banasa.

Ce document livre le texte d'un édit de l'empereur Caracalla. Daté de 216, cet édit accorde une remise d'impôts. Caracalla décide d'annuler les arriérés d'impôts mais rappelle la nécessité de désormais s'acquitter du devoir fiscal. L'édit de Banasa montre les attentes de l'empereur envers la province de Maurétanie Tingitane : outre les impôts en argent, elle devait fournir du blé, des hommes, pour l'armée romaine en particulier, et des « animaux célestes », destinés aux chasses données dans les amphithéâtres romains.
Plusieurs des passages de l'inscription ont été abondamment discutés. Une part importante de la bibliographie a tenté d'élucider la nature exacte des animaux désignés sous le terme d'« animaux célestes » (caelestia animalia), différentes solutions étant proposées : lions, éléphants ou tout animal destiné au service et aux spectacle du prince. Les destinataires de la remise fiscale ne sont pas désignés explicitement, l'édit s'adressant aux uici et aux prouinciae. Le mot prouinciae a été en général compris comme désignant les provinces de l'empire, et donc ici les Maurétanies. Pour Michel Christol, il faudrait comprendre qu'il s'agit en fait de territoire dépendant des cités de Tingitane sans faire directement partie de leur territoire civique. Jacques Gascou s'est fermement opposé à cette interprétation. Selon René Rebuffat, une analyse métrique du texte de Caracalla témoigne de la volonté de produire un discours d'une grande élégance, la culture de la cour du prince doit rivaliser avec celle des citoyens de l'empire.